# 第27回気候変動枠組条約締約国会議
第27回気候変動枠組条約締約国会議（だい27かいきこうへんどうわくぐみじょうやくていやくこくかいぎ、COP27 英: United Nations Climate Change conference）は、2022年11月6日から11月20日の日程でエジプト シャルム・エル・シェイクで開催された国際会議。
この会議には、国連気候変動枠組条約第27回締約国会議、京都議定書の第17回締約国会議（CMP17）、パリ協定の第4回締約国会議（CMA4）が組み込まれる。

## 主な合意
- Sharm el-Sheikh Implementation Plan[1][2]